# Lorenzo Bonechi

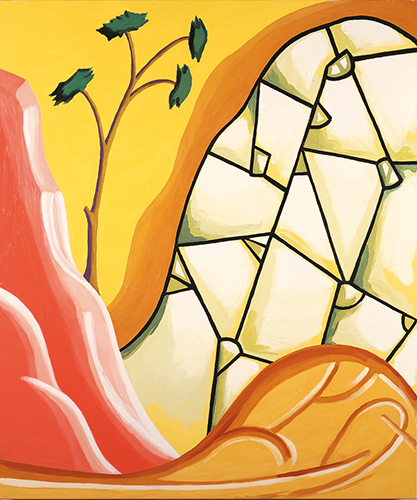
Paesaggio,1988, olio su tela, cm 183x151

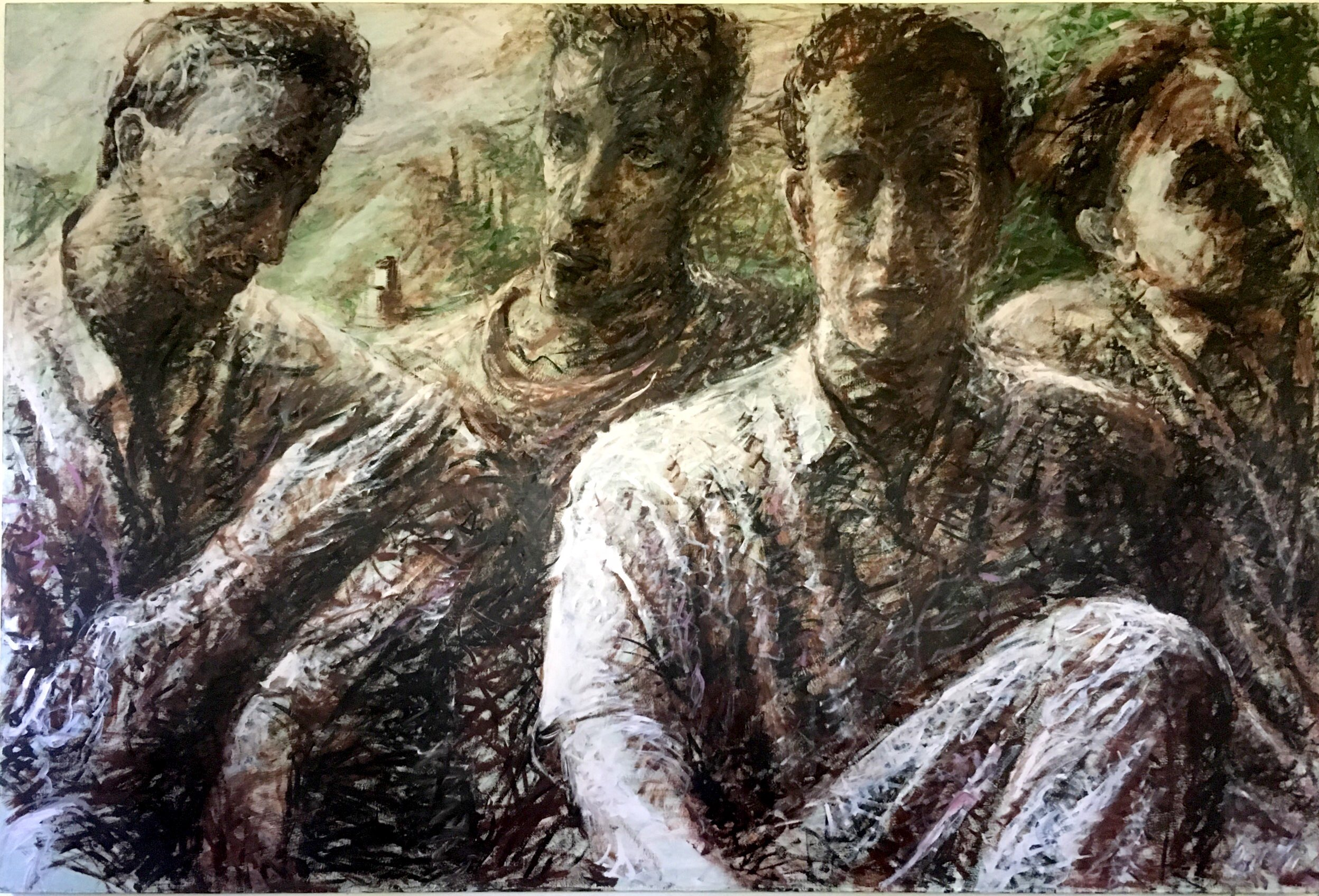
Quattro Figure, olio su tela, 1985, 150x217

Lorenzo Bonechi (Figline Valdarno, 12 aprile 1955 – Figline Valdarno, 23 novembre 1994) è stato un artista italiano.

## Biografia

### Italia, 1955-1994
Nasce a Figline Valdarno il 12 aprile 1955. Tiene la sua prima mostra a Figline Valdarno nel 1979 e dal 1982 si dedica esclusivamente alla pittura. Partecipa a mostre collettive in Italia, a Prato e a San Giovanni Valdarno, negli USA, al Smithsonian Hirshhorn Museum di Washington D.C. e a Akron (Ohio), in Gran Bretagna alla Tate Gallery di Londra, in Giappone al National Museum of Modern Art di Tokyo e al National Museum of Art di Osaka.
La sua prima personale come pittore è del 1985, tenutasi presso la Galleria Carini di Firenze, riallestita poi presso la Fabian Carlsson Gallery di Londra e alla Sharpe Gallery di New York.
Parallelamente alla sua prima attività pittorica, si interessa alla scultura, che diverrà parte integrante della sua ricerca artistica. Profondamente legato alla sua terra di origine, studia la pittura e la scultura del Trecento e del Quattrocento toscano, ma anche l’arte bizantina e quella russa antica, analizzandone le radici storiche e letterarie.
Nel 1987 nasce il ciclo pittorico delle Città Celesti, dove rilegge il tema della Gerusalemme Celeste, attraverso le fonti sacre e filosofiche antiche, realizzando poi costruzioni geometriche essenziali.

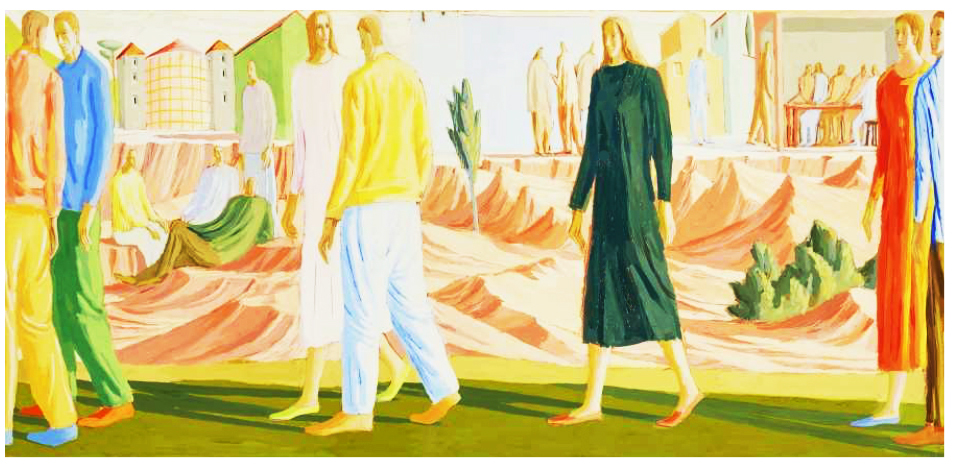
Corteo Rustico, 1986, Tempera, 51x106 cm

Si susseguono mostre individuali a Firenze, Vienna, Göteborg, Zurigo, Londra.
Nel 1993 presenta la sua personale alla Sperone Westwater Gallery di New York.
Nel 1994 viene invitato ad esporre le sue opere alla 46ª Biennale Internazionale d’Arte di Venezia, che si sarebbe tenuta nell'estate del 1995. Muore però improvvisamente a Figline Valdarno, a soli trentanove anni, il 23 novembre di 1994. La Biennale gli dedica comunque due sale del Padiglione Italiano ai Giardini.
Nel 1996 il Gabinetto Disegni e Stampe della Galleria degli Uffizi gli dedica una mostra con opere e materiali donati dall’artista nel 1993.
Nel 1997 viene allestita una retrospettiva in Spagna, a Valencia, nella Sala Parpalló del Centro Cultural La Beneficència.
Nel 2004, in coincidenza con i dieci anni della scomparsa, Firenze in Palazzo Strozzi e Figline Valdarno, sua terra natale, nel Palazzo Pretorio, allestiscono una vasta retrospettiva: “Lorenzo Bonechi. Pittore di luce”.
Nel 2007 una mostra sull’opera completa delle incisioni è organizzata dal Museo di Belle Arti di Valencia nel Centre del Carme (Spagna) con il titolo “Lorenzo Bonechi. Els Gravats”.
Nel 2009 presso il Centro per l’Arte Contemporanea Luigi Pecci di Prato viene esposta la grande opera “Conversazioni” assieme a diversi disegni preparatori.

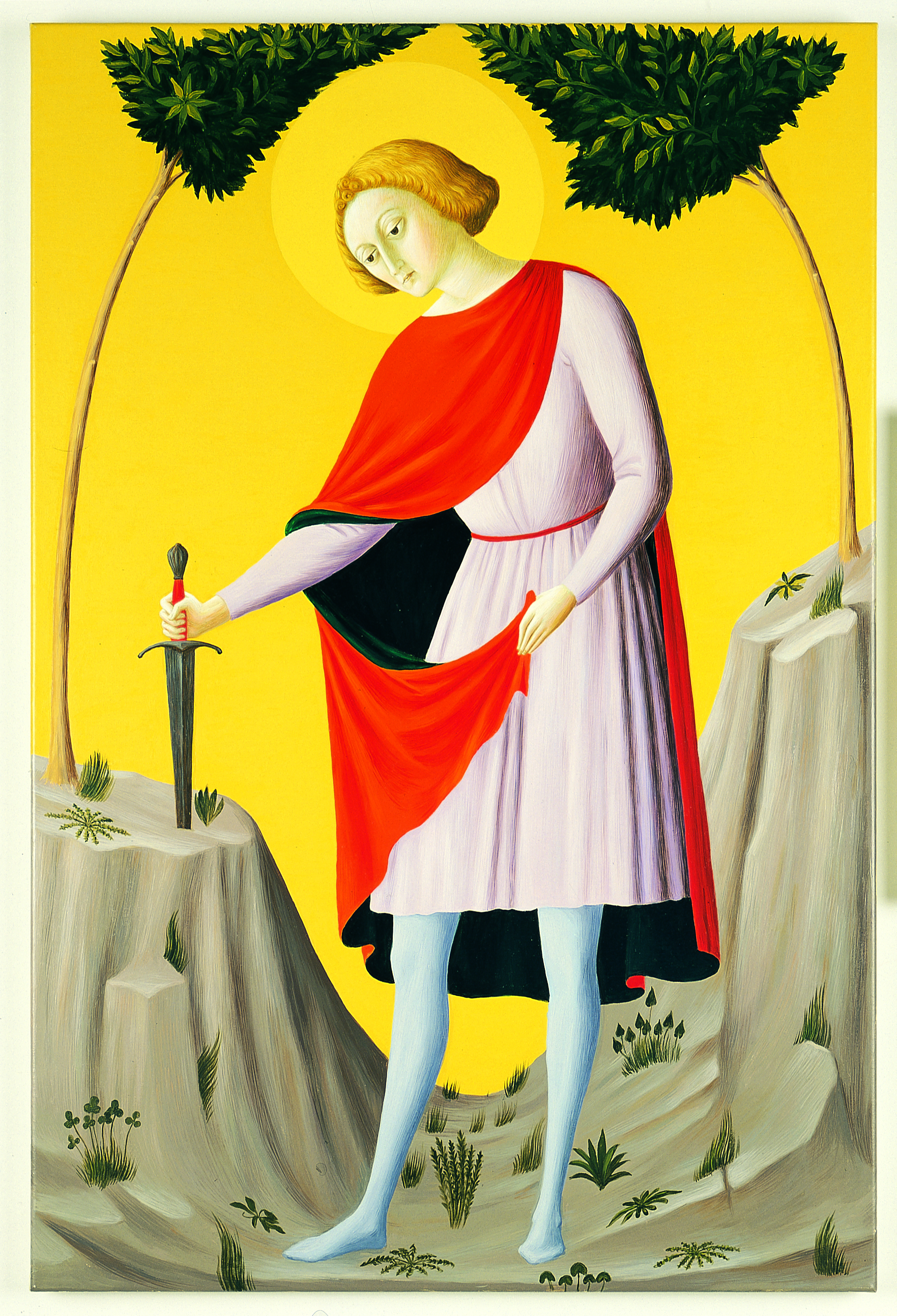
San Galgano, 1990, olio su tela, 90x60

Nello stesso periodo a Terranuova Bracciolini, nel Palazzo Concini, ci sarà una prima mostra dedicata alla scultura e alla fotografia.
Nel 2013 all’interno del Museo d’Arte Medievale e Moderna di Arezzo è dedicata una esposizione di opere di Lorenzo in dialogo con le opere antiche presenti sul luogo.
A fine del 2014, e in coincidenza con il ventesimo anniversario della scomparsa, ci saranno due mostre quasi contemporanee, una nel Palazzo Pretorio e la Chiesa del Antico Spedale Serristori, a Figline Valdarno, sugli angeli e le crocifissioni, e l’altra nel Palazzo Ducale a Urbino, titolo “L’attesa contemplativa”, con i suoi grandi dipinti.
A dicembre del 2016 si apre una mostra personale con disegni, tempere e sculture nella Galleria Studio Tommasi a Firenze.
A maggio del 2017 si espone la sua opera nella mostra Incontro 2 assieme a Gianluca Sgherri nella galleria Filarete a Empoli.
Poi tra il 2018 e il 2019 avviene il ciclo di collettive con titolo “Dalla Gola del Leone”, l’ultima nel bellissimo scenario dell’Oratorio di Santa Caterina, a Ponte a Ema (Fi).
Fine 2018 e inizio del 2019 vede la mostra personale “Il cerchio e le nuvole. Lorenzo Bonechi o ‘della giovinezza’”, una ampia retrospettiva dei suoi lavori giovanili, allestita nel Palazzo Pretorio della sua città, Figline Valdarno.
Nel febbraio di 2020 si è svolta la giornata di studi su Lorenzo Bonechi alla Certosa di Firenze sotto il titolo di “Lorenzo Bonechi (1955-1994) Dall’incanto di un febbrile silenzio”.

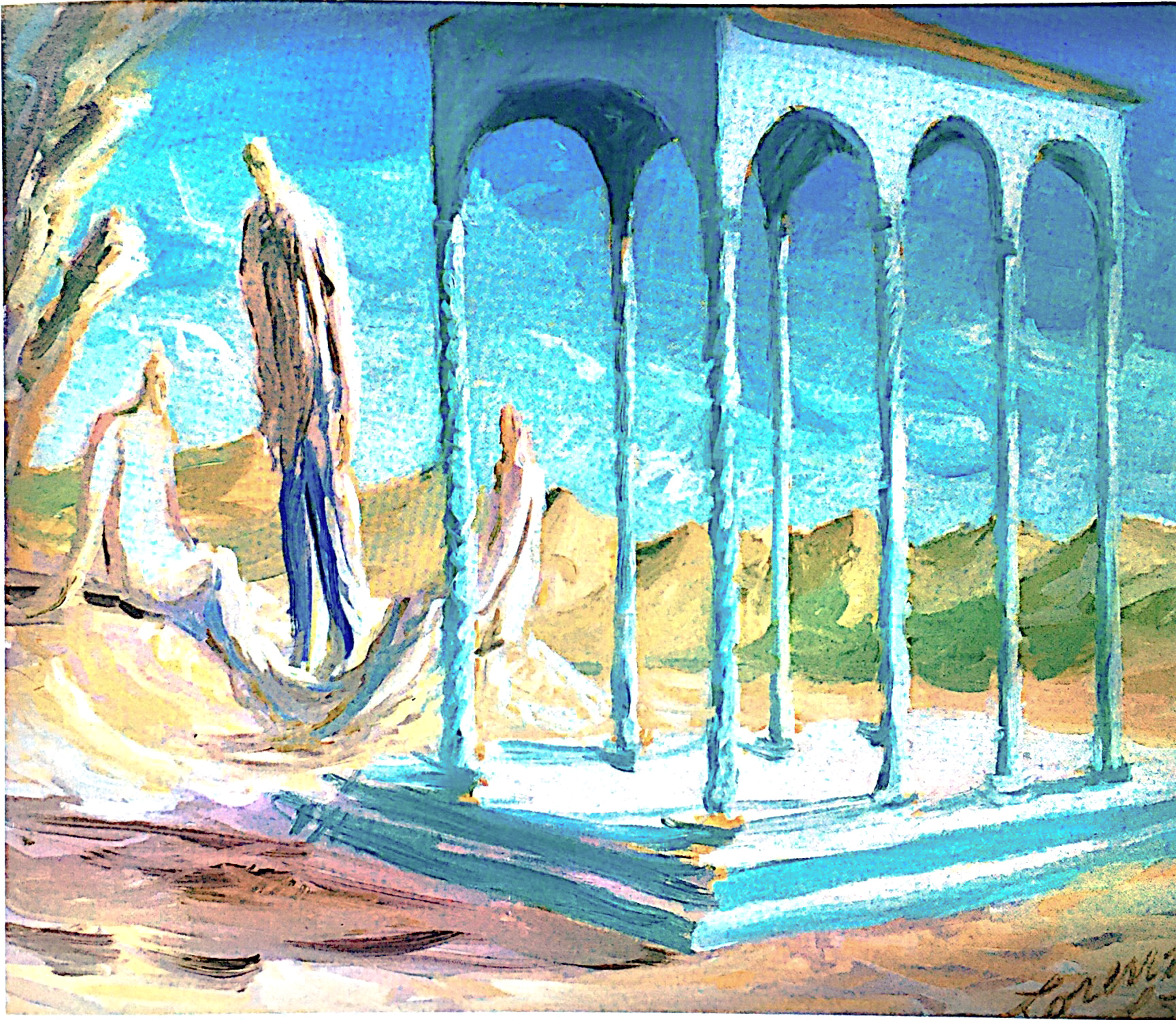
Il Tempio, 1985, olio su tela, 100x120

## La sua arte

### 1975-1994

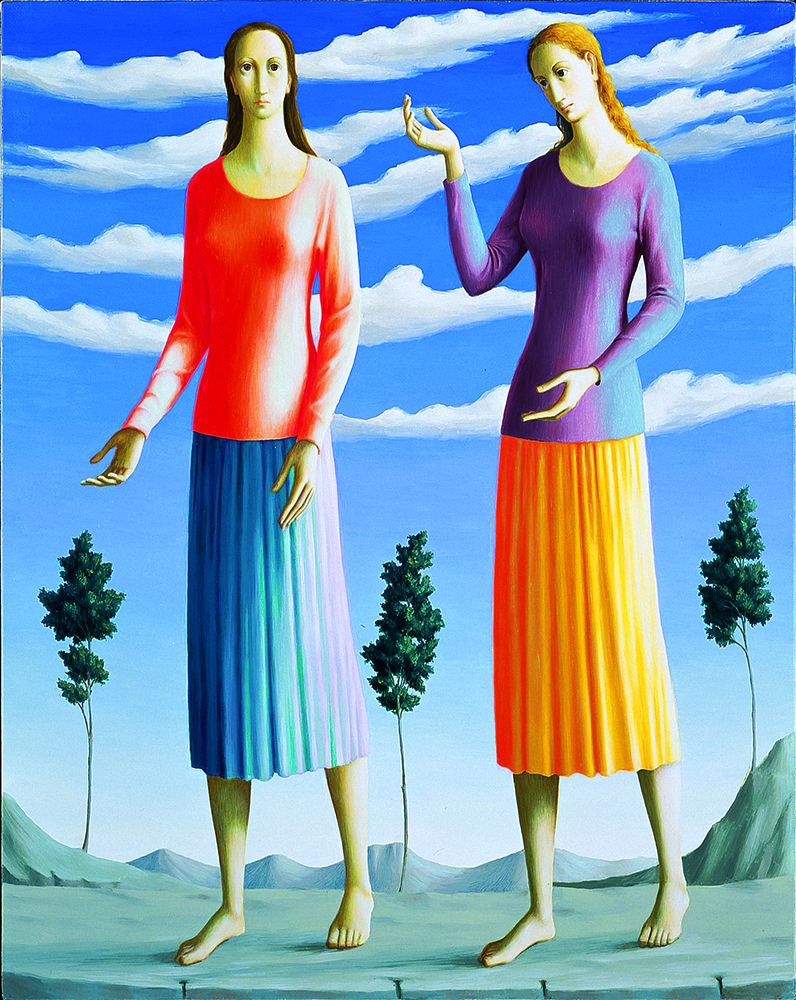
Conversazione, 1994, olio su tela, 74,5x60

Lorenzo Bonechi, traendo inesauribile e profonda ispirazione dalla propria terra d’origine, si è attestato nella scena internazionale come interprete alto dei sentimenti della sua generazione. Dopo gli studi all’Accademia di Belle Arti di Firenze, esordisce nel 1979 a Figline in Palazzo Pretorio. Seguono nei primi anni ‘80 gli appuntamenti espositivi che lo affermano originalmente vicino alle ricerche citazioniste. Il ricorso alla figurazione e l’ispirazione ai maestri del passato sono declinati attraverso una singolare iconografia sacra, ambientata fra colline e cipressi del Valdarno, pievi e romitori della provincia toscana.
Le figure si fanno allungate e silenziose, solitarie o in gruppo di giovani sodali, immerse nella natura. Sono anni di felicità della pittura, mentre le sue opere sono invitate a numerose mostre di successo in Italia e all’estero: Londra, New York, Tokio, Osaka, Washington, Vienna, in un incalzante calendario di successi.
Dal 1986 Lorenzo dipinge a tarsie piatte e colori puri, ispirandosi alla sacralità delle icone bizantine e alla valenza simbolica della forma. Con il ciclo delle Città celesti, sceglie forme astratte in serrate questioni di metrica, alla ricerca di armonie assolute e trascendenti, con atto di severa distillazione analitica. Nel 1994 Jean Clair lo invita ad esporre con sala personale nella 46ª Biennale di Venezia, evento che avrebbe rappresentato occasione di conferma e di slancio per la sua carriera di artista, appena trentanovenne.
Sopraggiunge la morte improvvisa, nel novembre del 1994, all’età di 39 anni.

Il suo archivio è gestito dalla moglie Stefania Papi e il figlio Giovanni.

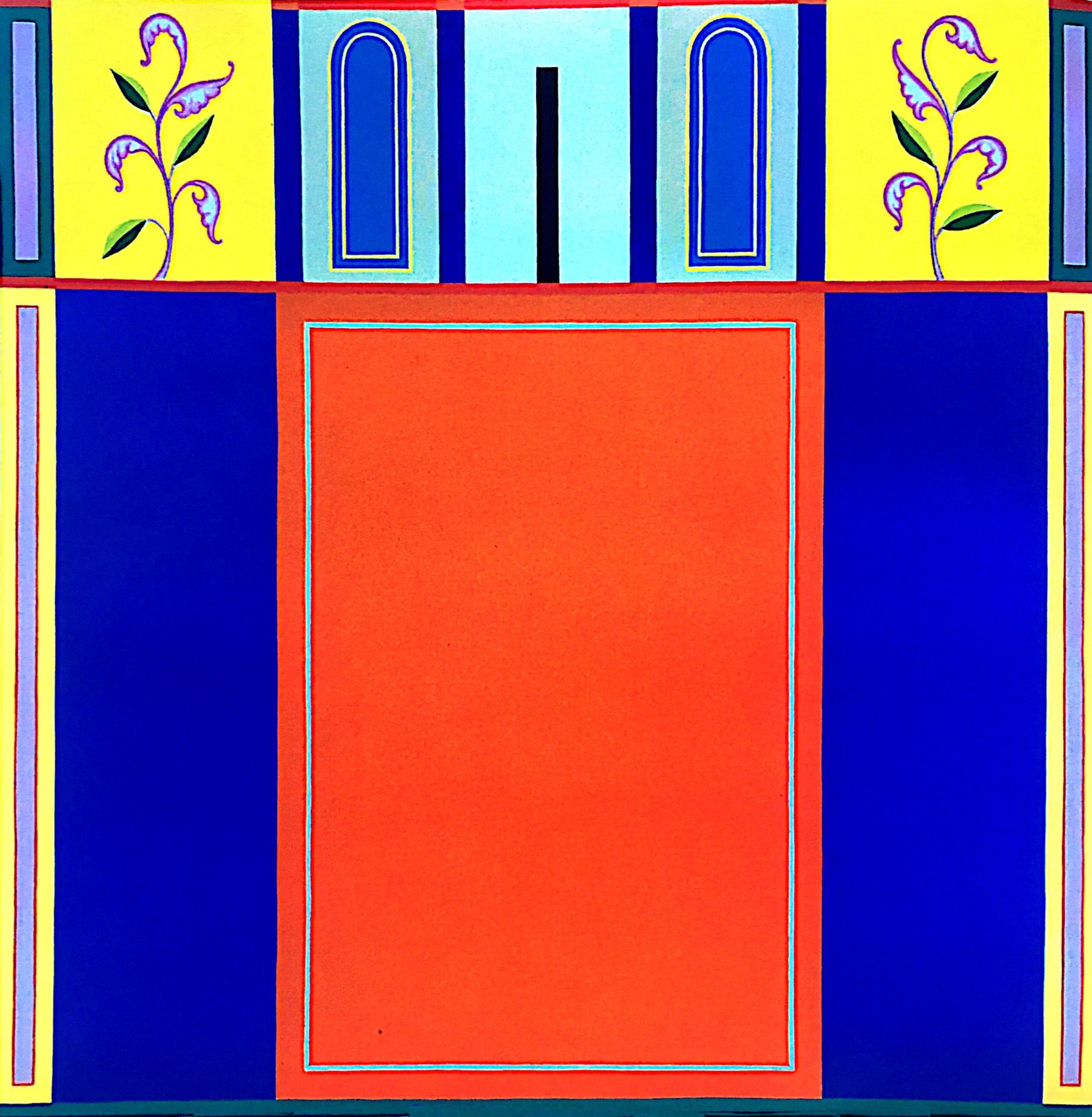
Città Celeste, 1993, olio su tela, 40x40

## Bibliografia

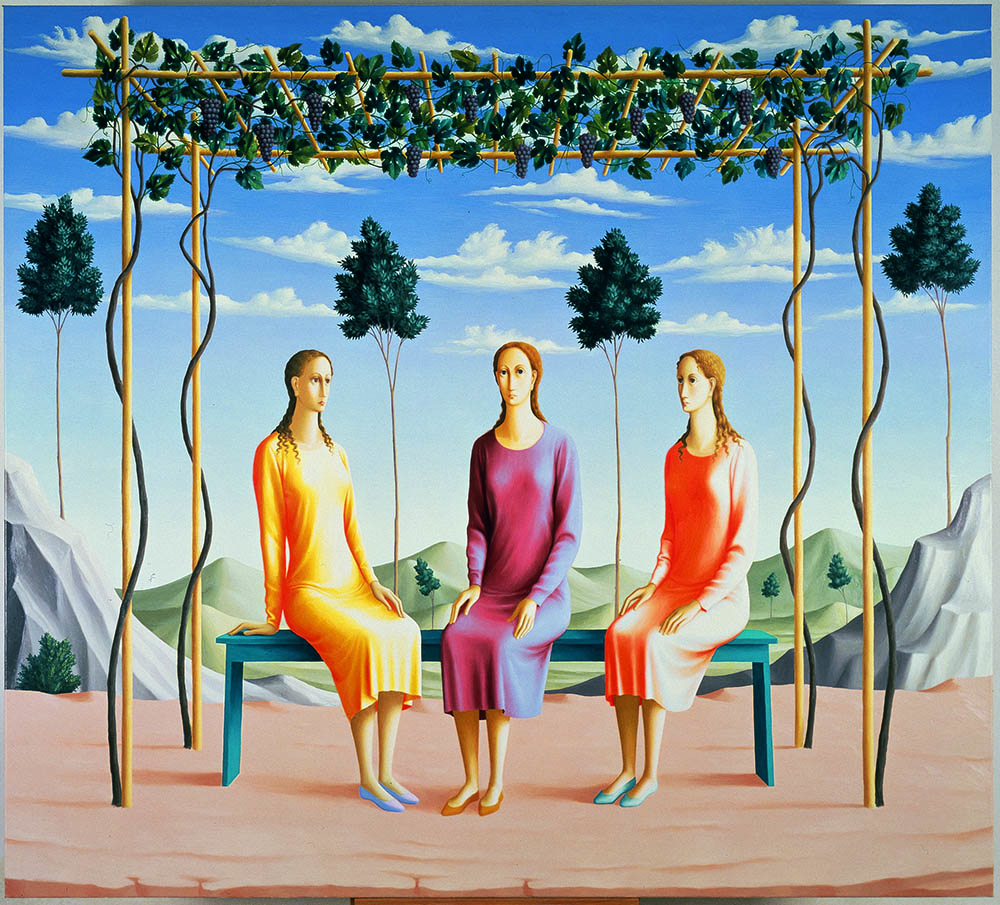
La pergola, 1992, olio su tela, 180x200 cm